# Sanahin
Sanahin («Սանահին» en armenio) es un pueblo en la provincia norteña de Lorri de Armenia, hoy considerada parte de la ciudad de Alaverdi (el teleférico le conectaba con el centro de Alaverdi hasta su cierre en 2016). El pueblo destaca por su complejo monástico, fundado en el siglo X y está incluido por la Unesco en la lista del Patrimonio de la Humanidad junto con el monasterio de Haghpat.
El nombre Sanahin literalmente se traduce del armenio como «este es más viejo que ese», presumiblemente representando la pretensión de ser un monasterio más antiguo que el vecino Haghpat. Las dos localidades y sus monasterios son similares en muchos sentidos, y quedan a simple vista el uno del otro en una formación de meseta erosionada, separada por una profunda «grieta» formada por un pequeño río que fluye al río Debed.
Como con Haghpat, Sanahin está frecuentado por un número creciente de turistas, debido a su reciente inclusión en los itinerarios de numerosas agencias turísticas armenias, la belleza de su complejo monástico es similar a la de Haghpat. El complejo pertenece a la Iglesia apostólica armenia con numerosos jachkares (piedras con elaborados grabados representando una cruz) y tumbas de obispos repartidas por él.

## Personajes de Sanahin
Sanahin también fue el lugar de nacimiento de dos hermanos Mikoyán bien conocidos. Artiom Mikoyán fue un constructor de aviones y uno de los «padres» del MiG. Anastás Mikoyán fue el político con la carrera más larga en el politburó soviético. Estuvo implicado en la negociación del Pacto Mólotov-Ribbentrop, fue un miembro de la delegación soviética que intentó mejorar las relaciones con la Yugoslavia de Tito y tuvo un papel principal en las negociaciones de la crisis de los misiles cubanos. Una fracción de visitantes del monasterio también se detienen cerca del museo próximo en la anterior escuela, dirigido por parientes de los Mikoyán.

## Galería de imágenes

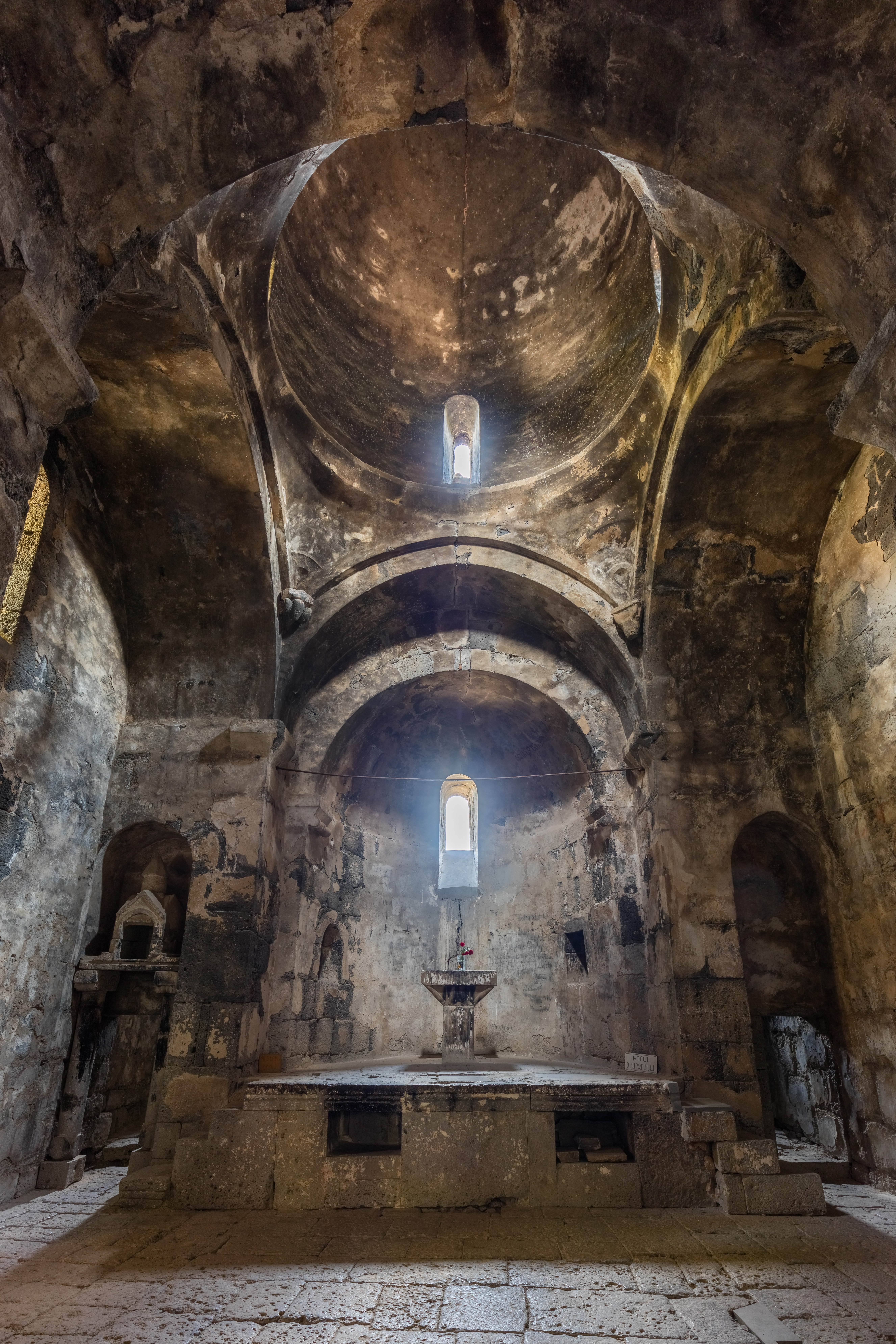
Interior de Madre de Dios
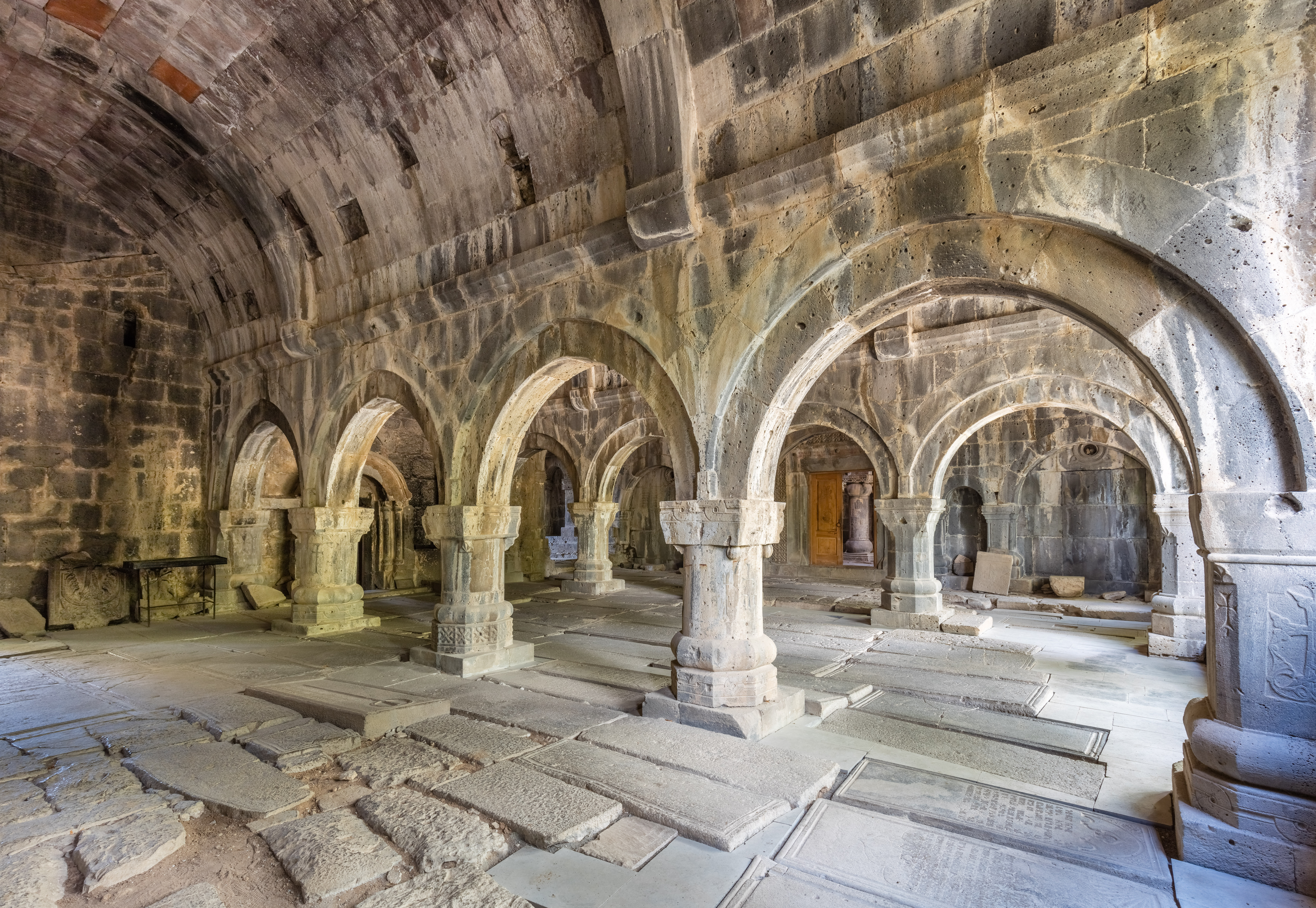
Gavit de Madre de Dios
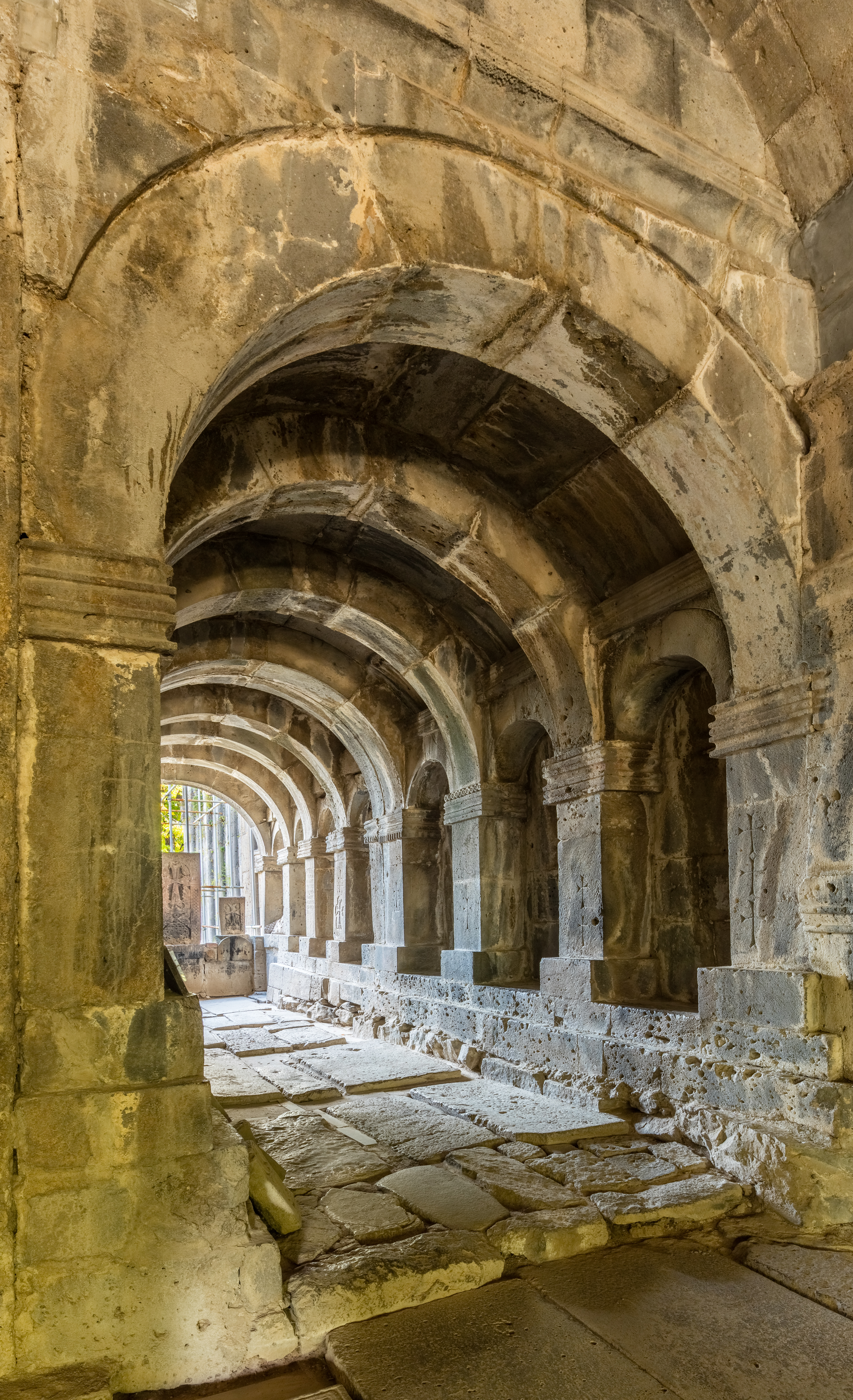
Galería de la biblioteca
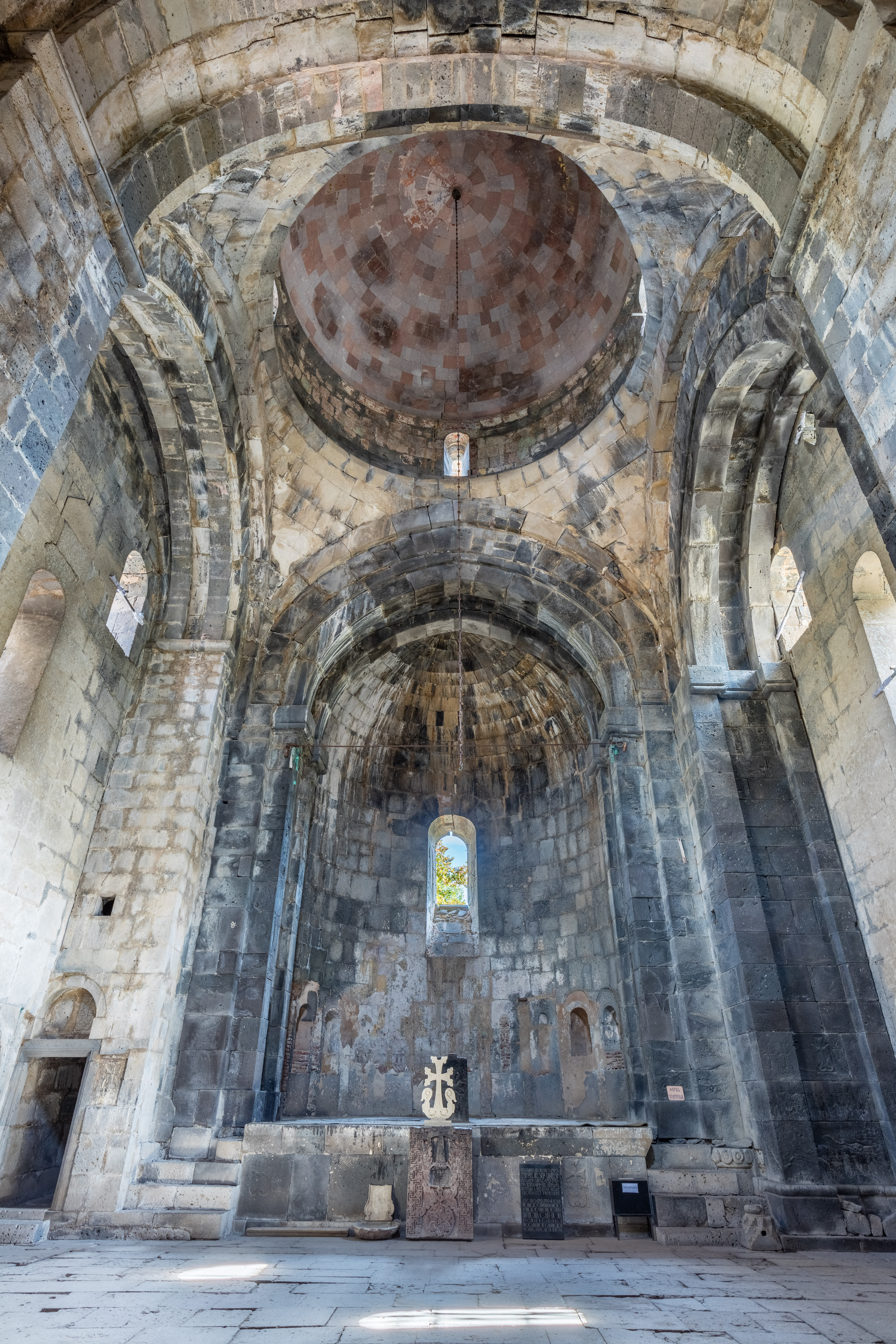
Interior de Santo Redentor
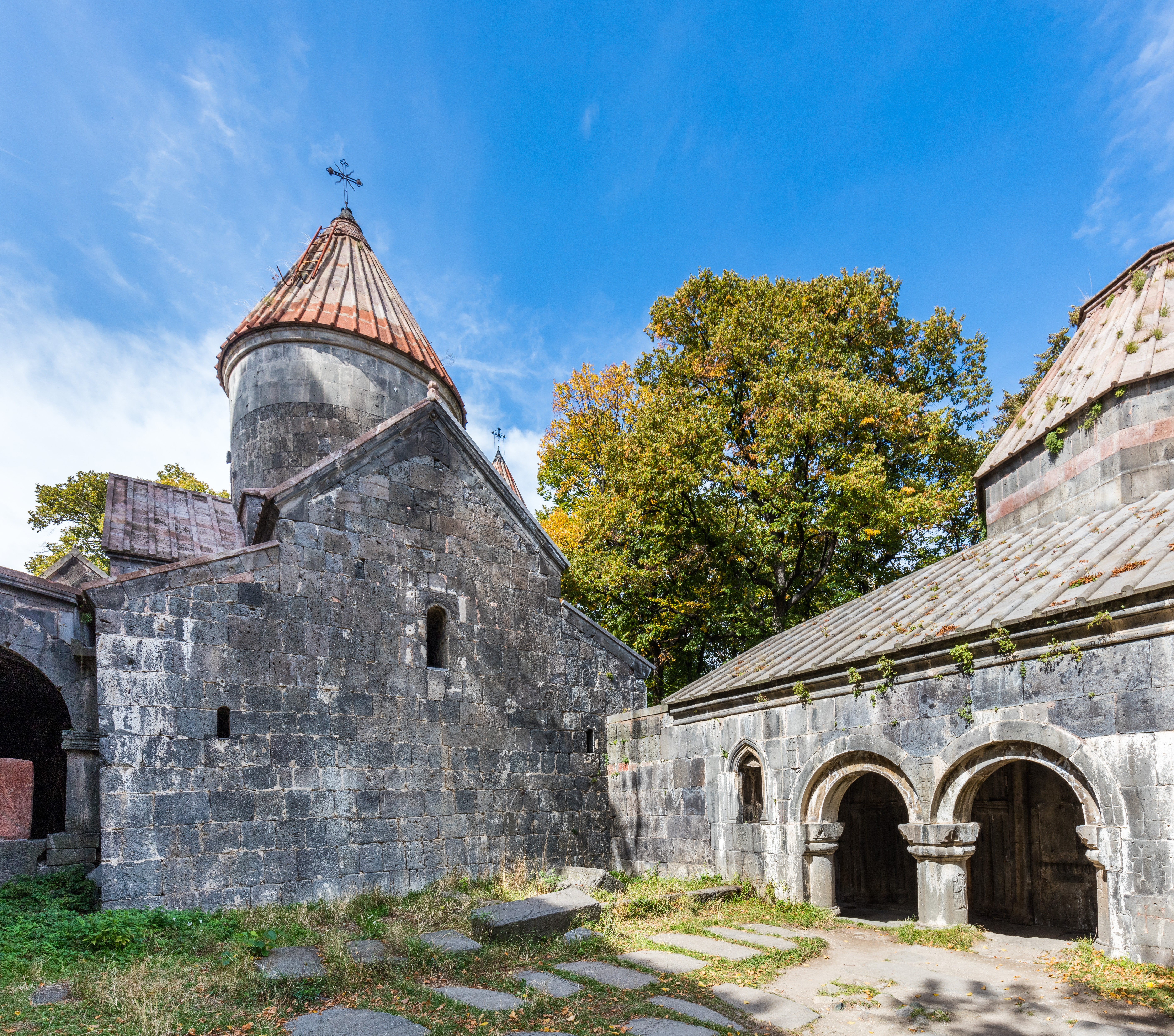
Madre de Dios y biblioteca
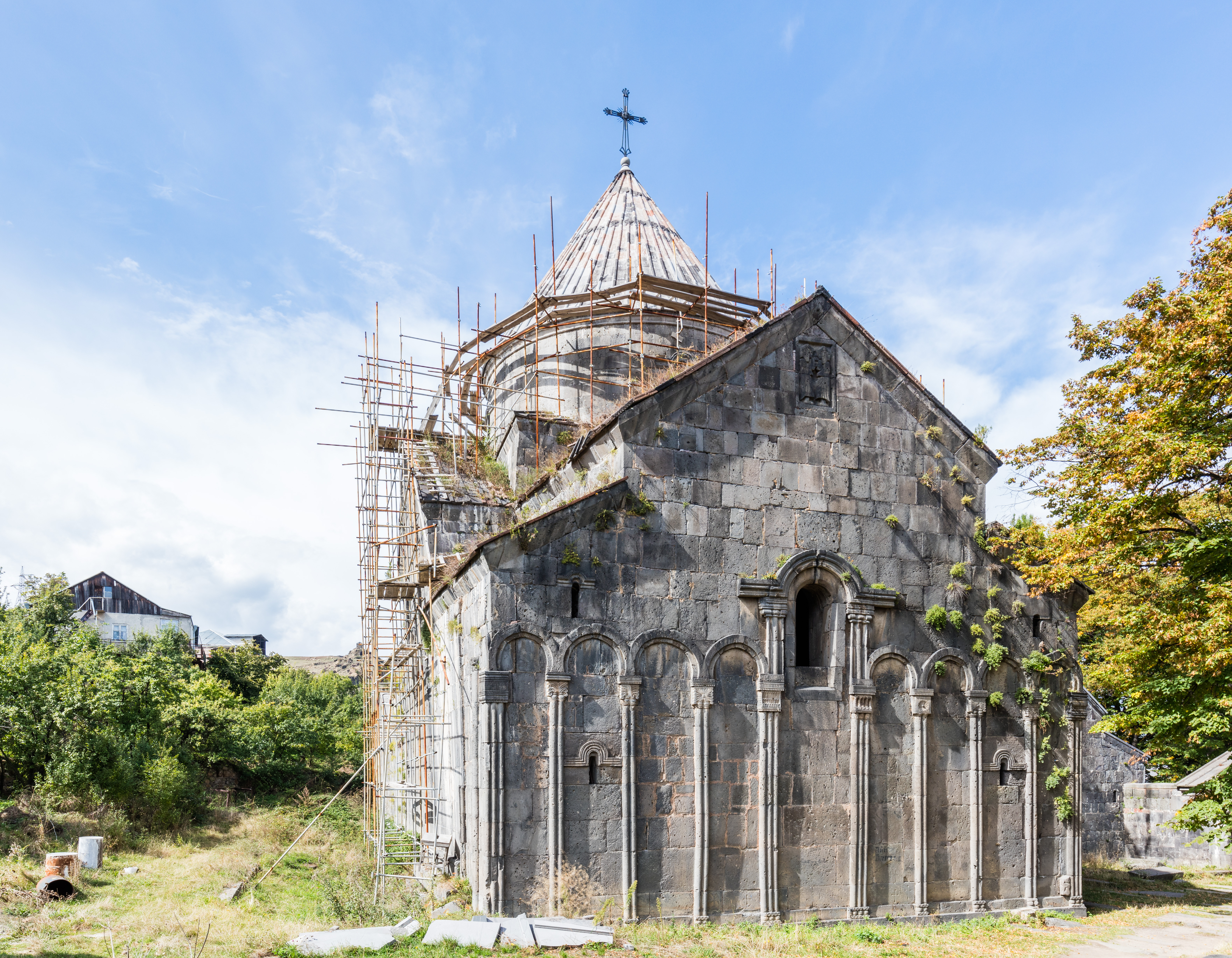
Fachada oriental del Santo Redentor